# Polyeucte (Gounod)

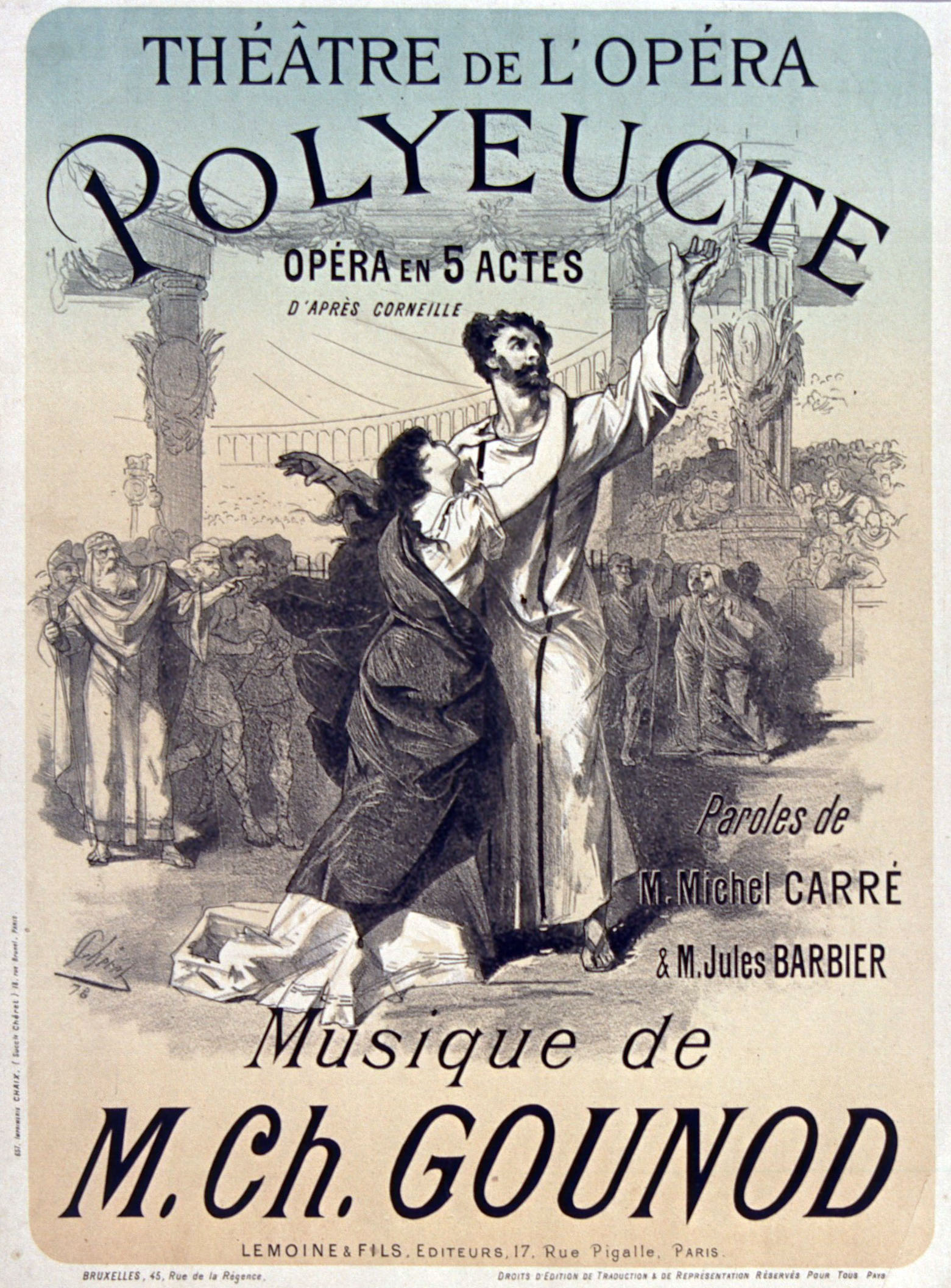

Polyeucte là vở opera của nhà soạn nhạc người Pháp Charles Gounod. Tác phẩm này có lời được viết bởi Jules Barbier và Michel Carré, lời opera này gần với nguồn gốc với vở kịch cùng tên của Pierre Corneille hơn lời mà Eugène Scribe viết cho Les martyrs của Gaetano Donizetti. Gounod hi vọng "sức mạnh không thể biết và không thể cưỡng lại được của đạo Cơ Đốc sẽ lan tỏa khắp lòng người". Trước khi được trình diễn lần đầu tiên, Polyeucte gặp nhiều rắc rối. Chiến tranh Pháp-Phổ 1870-1871 nổ ra đã khiến Gounod và gia đình phải lánh nạn sang Anh và tạm gác tác phẩm sang một bên. Tiếp theo, nữ danh ca người Anh Georgina Weldon và Gounod trở thành những người bạn mới. Tình bạn giữa hai người không những khiến cho vợ Gounod là Anna có những hiểu lầm mà còn trì hoãn buổi công diễn Polyeucte. Để tránh rắc rối, nhà soạn nhạc Pháp phải rời Anh vào năm 1874. Weldon đã giữ bản thảo đầu tiên của Polyeucte trong rất nhiều món đồ mà Gounod để lại. Trở về quê hương, Gounod viết lại từ đầu vở opera và chỉ được trả lại bản thảo khi nó được hoàn tất. Cuối cùng, vở opera đã được trình diễn vào ngày 7 tháng 10 năm 1878 tại Palais Garnier. Nhưng buổi trình diễn đã thất bại, "nỗi đau của đời tôi" (Gounod), và đành kết thúc sau 29 buổi công diễn. Chỉ có đoạn aria "Source délicieuse" còn được tiếp tục trong các buổi hòa nhạc. 